# معركة أغوردات الثانية
معركة أغوردات الثانية وقعت في 21 ديسمبر 1893م في أغوردات بإريتريا بين المهديين بالسودان ومملكة إيطاليا في إريتريا الإيطالية . أنتصرت فيها مملكة إيطاليا.
أنطلق المهديين من كسلا يقودهم الأمير أحمد علي، وواجهو القوات الإيطالية بقيادة العقيد جوزيبي رماندي، قتل من قوات المهدي أكثر 1000 رجل من ضمنهم قائدهم الأمير أحمد علي . بعد هذه المعركة بعام استولت مملكة إيطاليا على كسلا .